# John de Critz
John de Critz (Anversa, 1551 – Londra, 14 marzo 1642) è stato un pittore fiammingo, particolarmente attivo in Inghilterra.

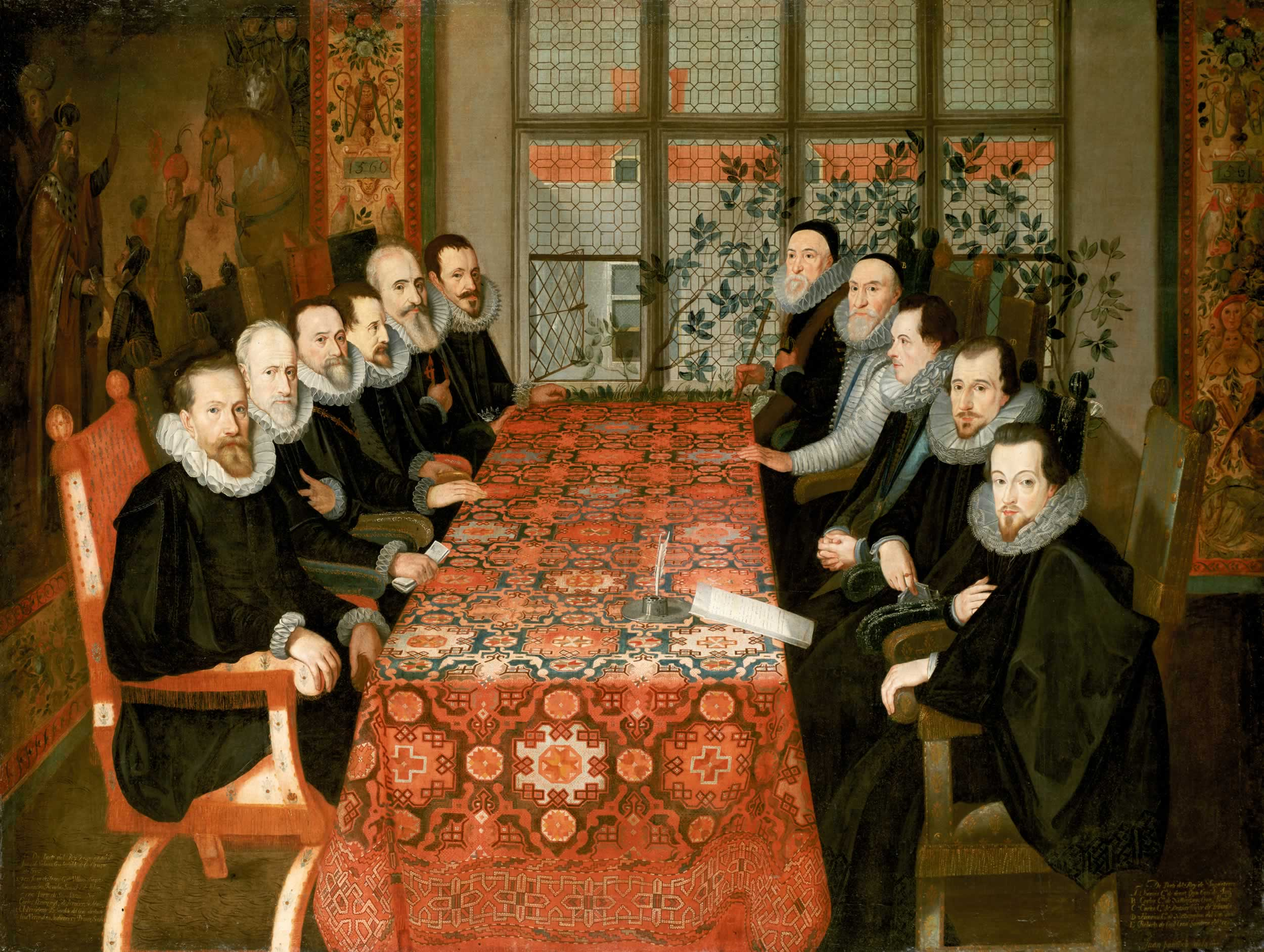
The Somerset House Conference, dipinto del 1604.

Fu uno di quei pittori fiamminghi e olandesi chiamati alla corte inglese da Giacomo I Stuart e da suo figlio Carlo I. Dal 1603 ottenne il titolo onorifico di Serjeant Painter del re; dal 1610 dovette condividere il titolo con Leonard Fryer e successivamente con Robert Peake il Vecchio.

## Galleria d'immagini

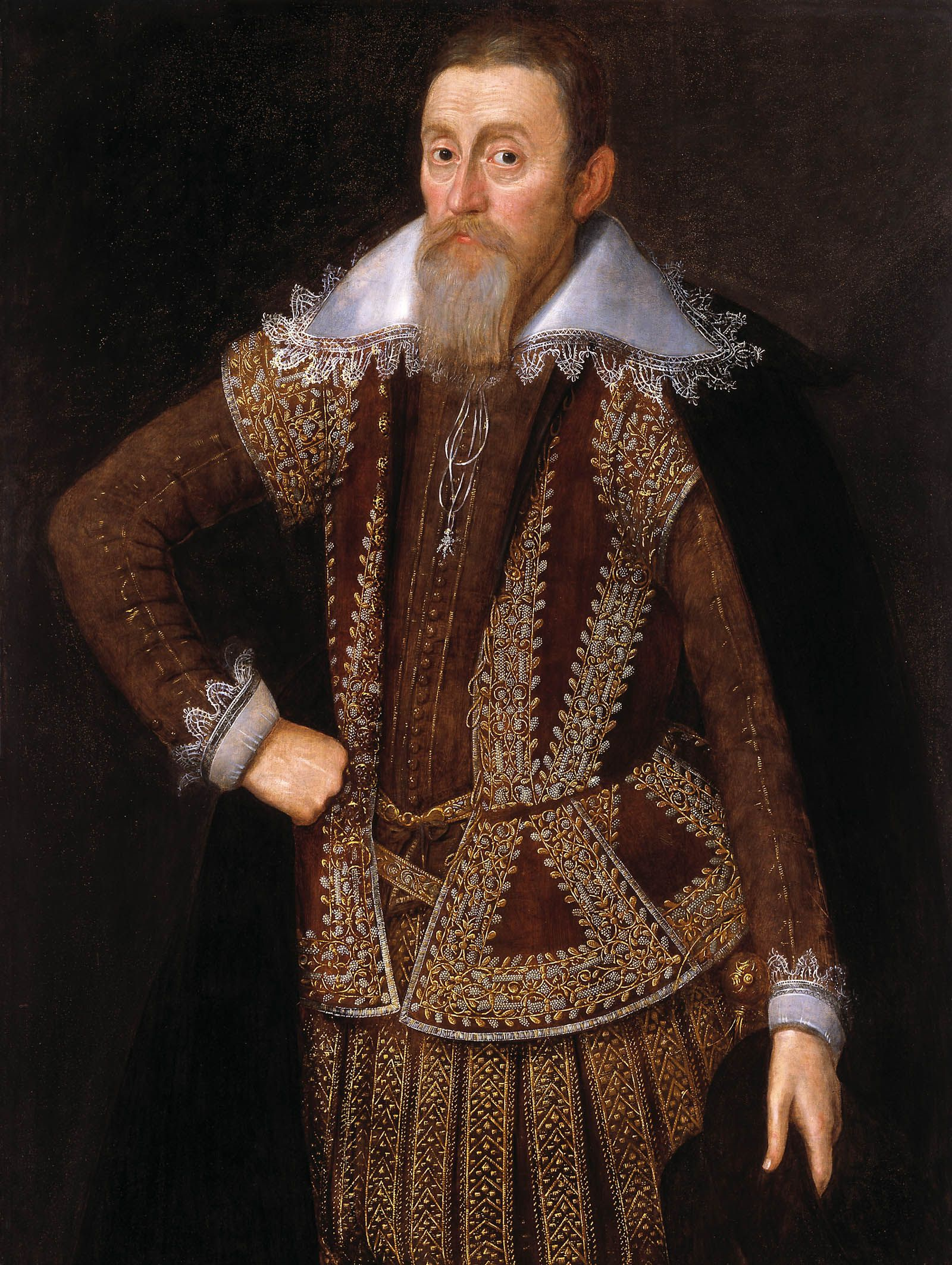
Willam Parker
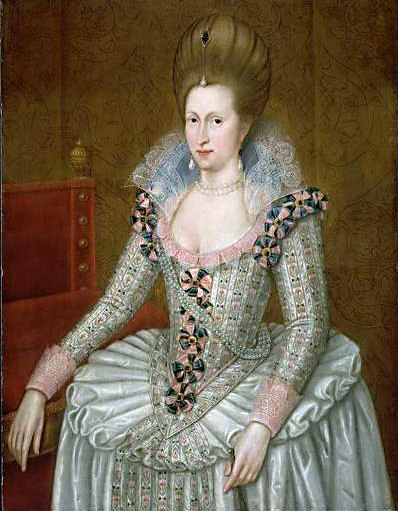
Anna di Danimarca
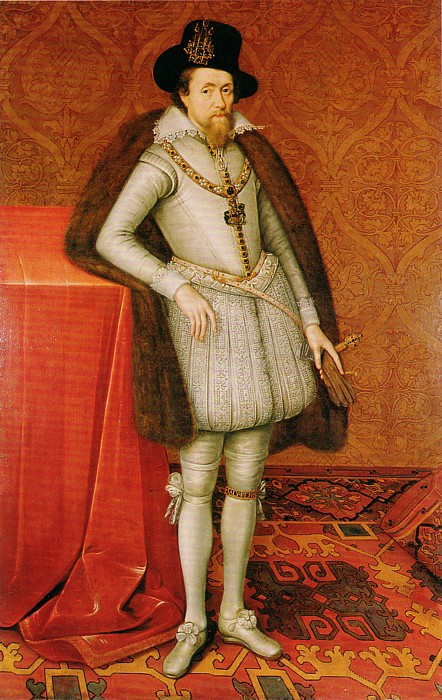
Giacomo I
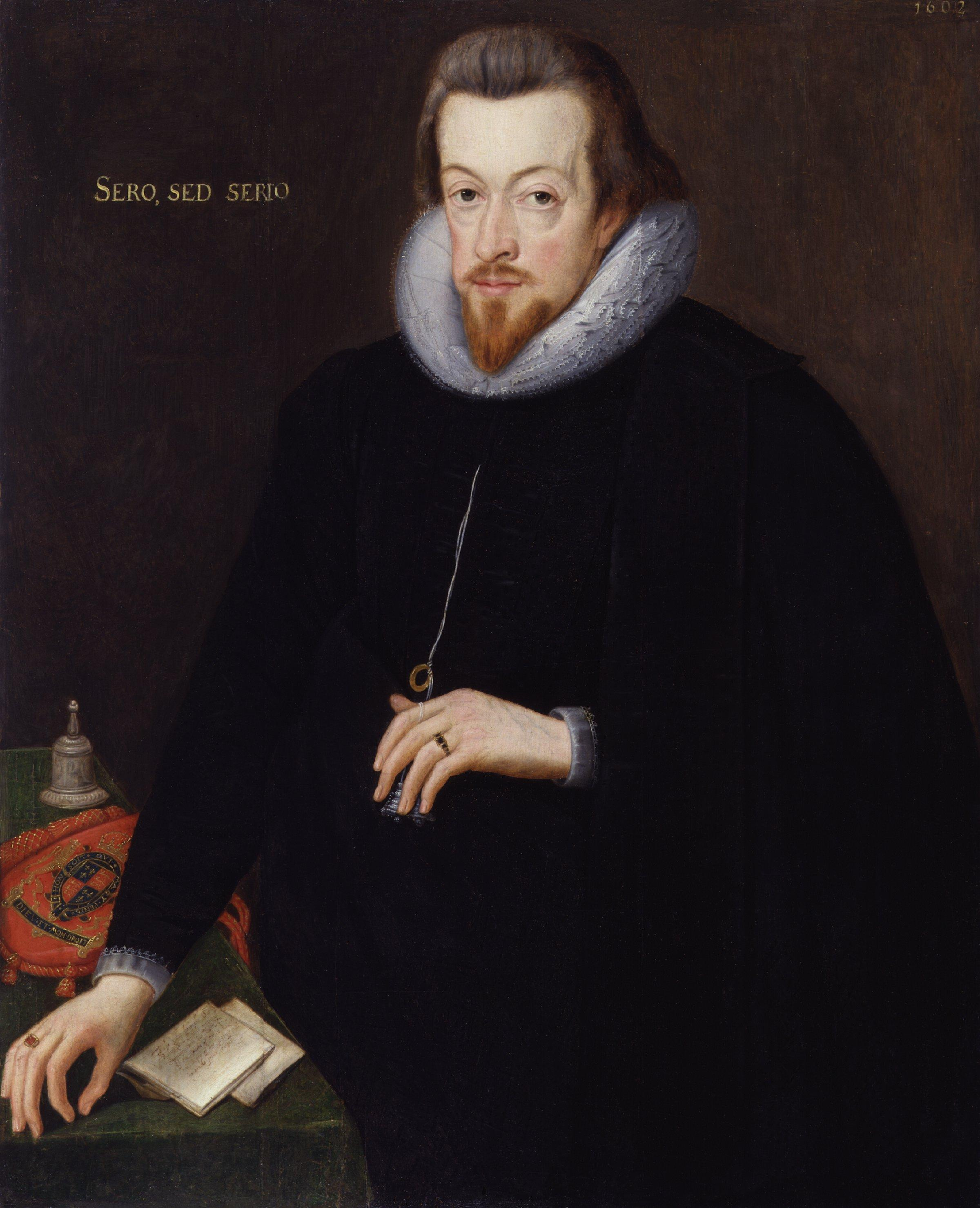
Robert Cecil, I conte di Salisbury